# زاخومسکو
زاخومسکو (به صربی: Zahumsko) یک منطقهٔ مسکونی در صربستان است که در سینیتسا واقع شده‌است. زاخومسکو ۱۵۰ نفر جمعیت دارد.